# Goshikizakura Ōhashi
Die Goshikizakura Ōhashi (japanisch 五色桜大橋) ist eine Straßenbrücke im Zuge des Shuto Expressway – Central Circular Route C2 über den Fluss Arakawa im Bezirk Adachi der japanischen Hauptstadt Tokio.
Sie ist die erste – und bisher wohl einzige – doppelstöckige Netzwerkbogenbrücke der Welt. Auf ihrem oberen Stockwerk fließt der Verkehr von Ost nach West, auf dem unteren in umgekehrter Richtung. Die Stockwerke hätten Platz für vier Fahrstreifen, durch Markierungen ist jedoch der Verkehr auf zwei Fahrspuren je Stockwerk begrenzt. Die Brücke steht in einem System von Hochstraßen, ihre beiden im Fluss stehenden Pfeiler dienen daher gleichzeitig den weiterführenden aufgeständerten Brücken.
Die 146,21 m lange und rund 16 m breite Brücke hat zwei parallel zueinander stehende Bögen aus stählernen Hohlkästen, zwischen denen zwei ebenfalls stählerne Fahrbahnträger eingespannt sind, wobei die obere auf dem Niveau der Kreuzungen der Hänger liegt. Die Bögen haben eine Spannweite von 142,24 m und eine Bauhöhe von 32 m. Die beiden Fahrbahnträger bestehen aus orthotropen Platten zwischen je zwei Hohlkästen. Die Verankerungen der jeweils doppelt ausgeführten Hänger und ihre Kreuzungen befinden sich in den Hohlkästen der Bögen bzw. der Fahrbahnträger.
Das an Land vorgefertigte Bogentragwerk der während der Bauzeit Arakawa-Arch-Bridge genannten Brücke wurde eingeschwommen.
Die Brücke wurde zwischen 1990 und 1995 gebaut und am 25. Dezember 2002 eröffnet.